# Software di produttività personale

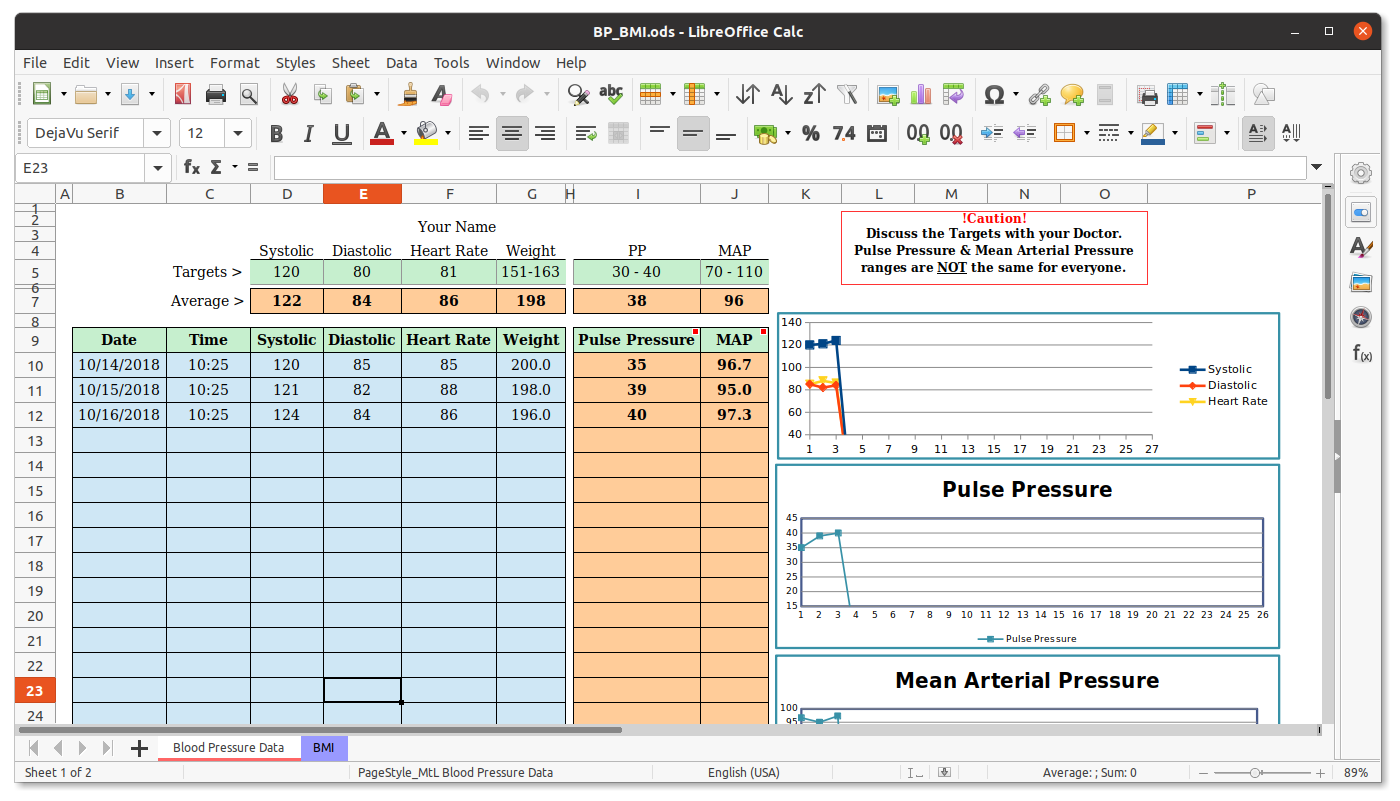
Esempio di Foglio di calcolo

La locuzione software di produttività personale (genericamente anche suite per ufficio, in inglese office automation, a volte abbreviato in office), in informatica, indica un insieme di applicazioni che permettono all'utente di un computer di creare dei contenuti quali documenti di testo, grafici o presentazioni, tipicamente ad uso personale o nel lavoro d'ufficio. Si tratta di strumenti comunemente utilizzati nell'ambito dell'informatica di base.
Spesso un unico produttore commercializza più categorie di software di produttività personale e li raccoglie in determinati pacchetti, d'onde l'utilizzo del termine suite. Molti di questi software sono presenti di default assieme ai sistemi operativi nei comuni personal computer in vendita.

## Descrizione
Generalmente i software di produttività personale includono programmi per la videoscrittura, come  elaboratori di testo e i fogli elettronici, ma rientrano in questo tipo di software anche i programmi che permettono di creare presentazioni, volantini e brochure, siti internet, database ecc. A volte è presente anche un client di posta elettronica e/o di pianificazione dell'agenda/calendario.
In alcuni casi le funzionalità di questi software sono ridotte rispetto a quelle di software orientati ad un uso più professionale o specialistico.

### Software liberi
Le seguenti usano software libero:

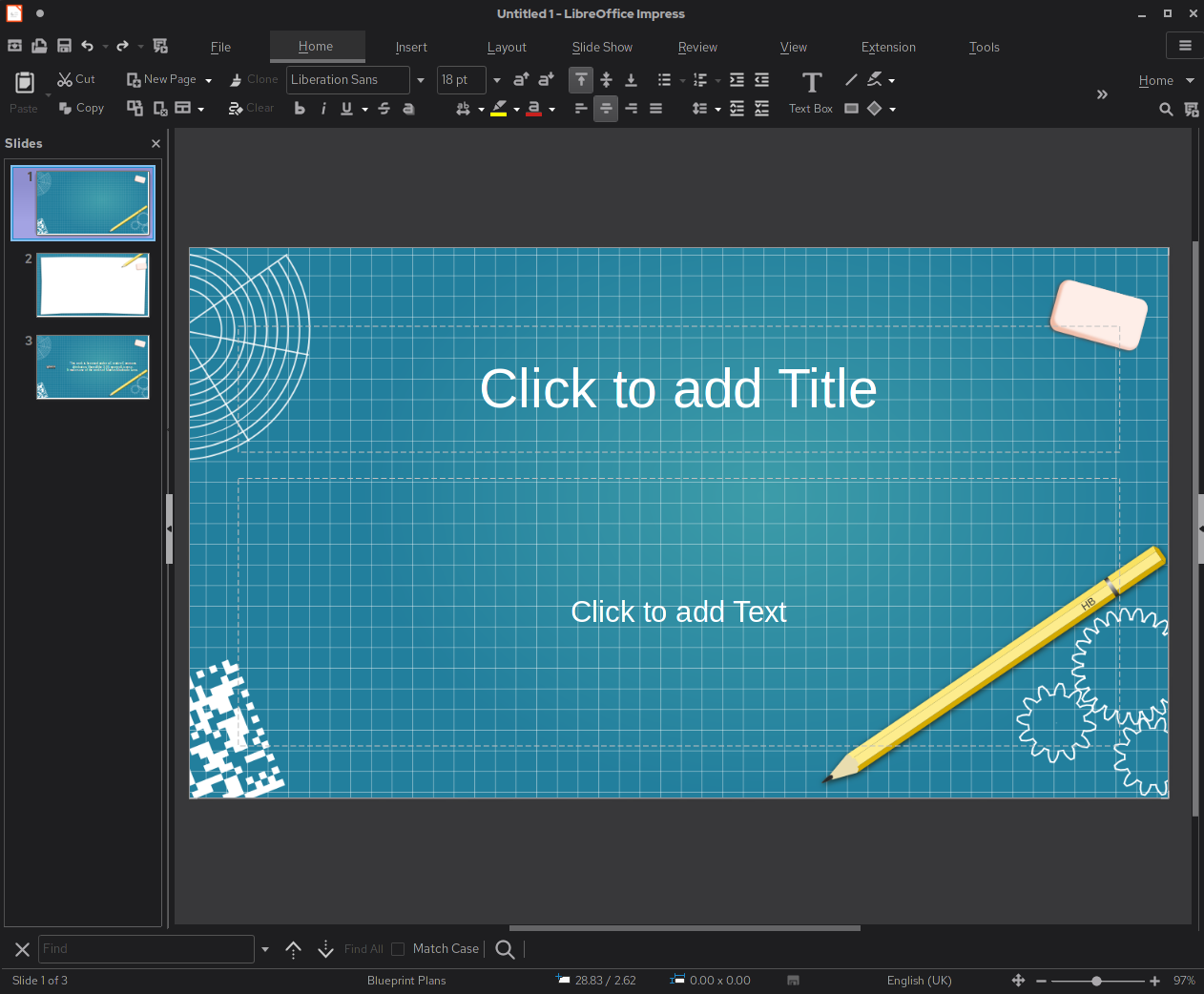
Uno screenshot di LibreOffice 7, tema scuro.

- OpenOffice.org, suite derivata da StarOffice, molto diffusa e multi-piattaforma
- Go-oo (Go OpenOffice), suite sviluppata da Novell parallelamente a OpenOffice
- WPS Office, suite sviluppata da Kingsoft, che ha cominciato il suo successo in Cina; oggi è diffusa anche in Occidente.
- LibreOffice, fork derivata da OpenOffice, confluita assieme ai team di Go OpenOffice e OxygenOffice Professional
- NeoOffice, integrazione di OpenOffice.org in ambiente macOS
- Lotus Symphony, suite sviluppata da IBM
- KOffice, suite integrata nell'ambiente KDE, ora divenuta multipiattaforma e ridenominata Calligra Suite
- GNOME Office, suite per l'ambiente GNOME composta da AbiWord, Gnumeric, Evolution e Evince

### Software proprietario

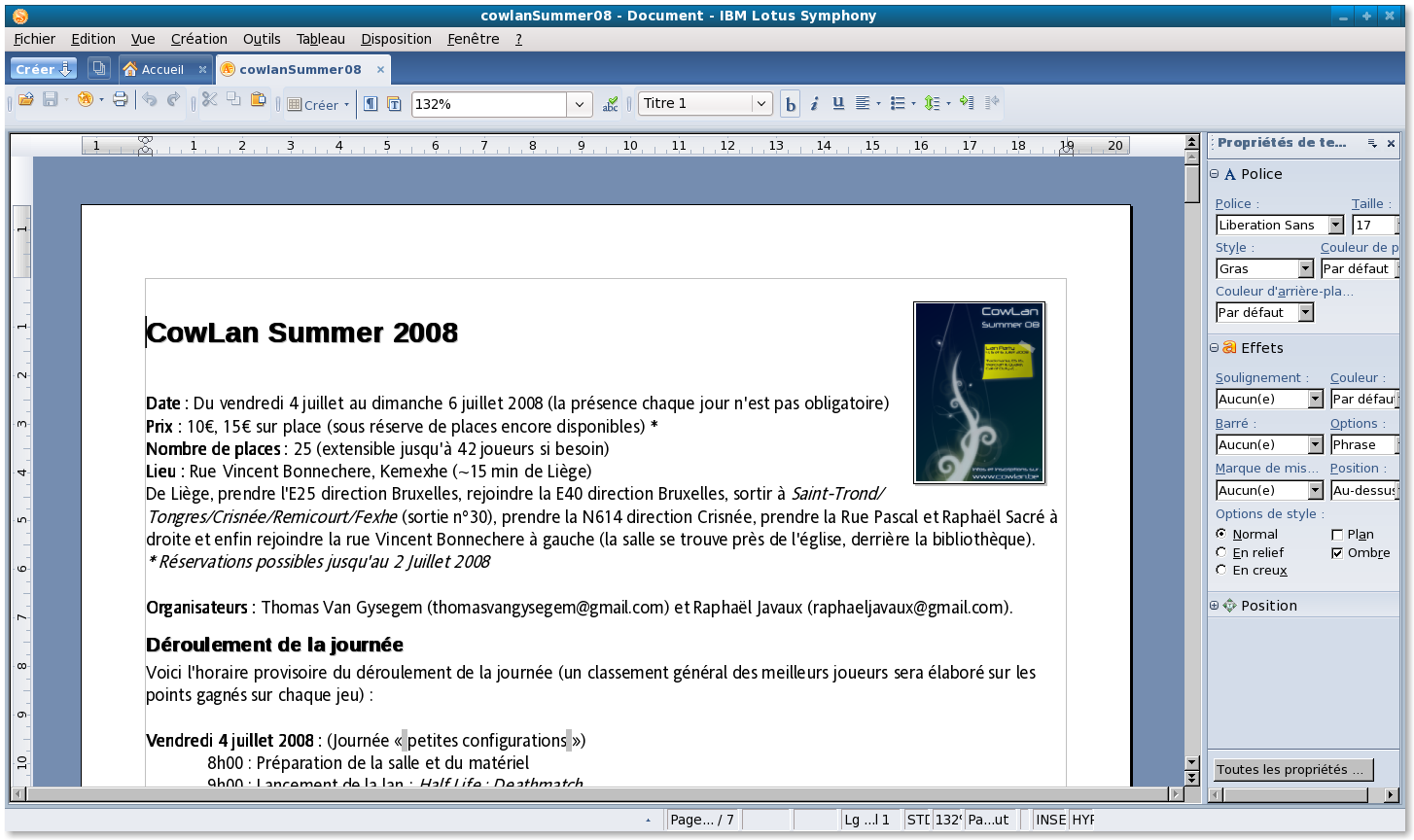
Lotus Symphony

Voci di software proprietario di produttività personale:
- Microsoft 365 e Microsoft Office, realizzati da Microsoft
- Google Workspace, prodotta da Google
- iWork, prodotta da Apple
- Oracle Open Office, commercializzata da Oracle Corporation
- Lotus SmartSuite, prodotta da Lotus Software (attualmente controllata da IBM).
- WordPerfect Office, suite della Corel Corporation
- Polaris Office, prodotta da Infraware